# Кожану (Бузау)
Кожану (рум. Cojanu) насеље је у Румунији у округу Бузау у општини Берка. Oпштина се налази на надморској висини од 218 m.

## Становништво
Према подацима из 2002. године у насељу је живело 146 становника, од којих су сви румунске националности.